# Epulon
Epulon, tudi Epulo, Epulone ali Aepulo, histrski kralj, ki je od leta 181 pr. n. št. do leta 177 pr. n. št. vladal v Istri, * ni znano, † 177 pr. n. št..
Livij ga v svoji Zgodovini Rima imenuje kralj, čeprav je bil samo vodja Histrov, izbran na plemenskem zboru. Vojskoval se je proti številnim vojskovodjem, ki so jih v obdobju svojega ekspanzionizma v prvi polovici 2. stoletja pr. n. št. do njegove smrti proti Ilirom poslali Rimljani.

## Zgodovina
Ko so Rimljani pokorili razna plemena v severni Italiji in Venete ob severni jadranski obali, je bila vojna z ilirskimi plemeni v Istri in vzhodno od Alp neizogibna. Rimljani so bili takrat v vojni tudi z ilirskim Ardijejskim kraljestvom na južnem Jadranu. Prva vojna med Rimljani in Histri se je začela leta 221 pr. n. št.. 
Rimljani so za okrepitev svoje vzhodne meje ustanovili kolonijo Aquileio (Oglej), v kateri so Histri videli grožnjo za svojo neodvisnost. Leta 181 pr. n. št. so poskusili preprečiti graditev mesta, vendar jih je rimski general Q.F.Buteoni namero preprečil in z njimi sklenil mir. 
Kasneje še istega leta je Epulon postal histrski kralj. Bil je bojevit in brezkompromisen vodja in se je takoj po prihodu na prestol pripravil na vojno z Rimljani. Rimljani niso dovolili nobenega presenečenja in so v Oglej poslali svojo vojsko pod poveljstvom A.M. Vulzonina. Vojna sreča je bila zdaj na eni, zdaj na drugi strani,  zato je Rim leta 177 pr. n. št. poslal še večjo vojsko. Histri so uspešno napadli njen tabor in vojska je panično pobegnila. Veliki rimski tabor je najbolj verjetno stal na griču Koromačnik v občini Dolina pri Trstu. Epulon je zaplenil veliko dragocenosti, vojaške opreme, hrane in vina. Po začetnih uspehih je bil v severni Istri poražen in prisiljen na umik v svojo prestolnico Nezakcij. 
Rimljani so najprej osvojili vsa pomembna histrska središča in nato napadli Nezakcij. Prvi napad in kasnejše dolgotrajno obleganje mesta sta spodletela, zato so Rimljani oblegovalce okrepili z dvema novima legijama pod poveljstvom konzula Gaja Klavdija Pulhra. Rimljani so dosegli prve uspehe šele potem, ko so preusmerili tok reke, ki je ščitila mesto in ga oskrbovala s pitno vodo. Histri so se kljub slabim izgledom za zmago odločili za boj in pred tem pobili vse ženske in otroke in jih pometali čez mestno obzidje. 
Ko je Epulon spoznal, da je poraz neizbežen, je naredil samomor, tako da se je zabodel z mečem. Preživele branilce so Rimljani pobili. Po padcu Nezakcija so enako usodo doživela še vsa druga istrska mesta in Histri so izgubili svojo neodvisnost. Livij piše, da so 5.632 Histrov prodali v suženjstvo.